# Arrival Bay
Die Arrival Bay (englisch für Ankunftsbucht) ist eine kleine Bucht auf der Westseite der antarktischen Ross-Insel. Sie liegt zwischen dem Derrick Point und dem Flagstaff Point am Kap Royds.
Teilnehmer der Discovery-Expedition (1901–1904) unter der Leitung des britischen Polarforschers Robert Falcon Scott entdeckten und benannten sie im Februar 1902.